# أورلاندو أوربانو
أورلاندو أوربانو (بالإيطالية: Orlando Urbano)‏ (9 يونيو 1984 في إيطاليا - ) هو لاعب كرة قدم إيطالي في مركز الدفاع. شارك مع منتخب إيطاليا تحت 15 سنة لكرة القدم ومنتخب إيطاليا تحت 16 سنة لكرة القدم. أما مع النوادي، فقد لعب مع نادي برو باتاريا ونادي بيروجيا ونادي ريجيانا 1919 ونادي فاريسي ونادي فيتشينزا ونادي كاتانزارو ونادي كومو ونادي لوغانو ويوفنتوس ونادي بوتنزا واتحاد بافيا لكرة القدم وPaganese Calcio 1926 ‏ وسسارة توريس ‏.

## وصلات خارجية
- أورلاندو أوربانو على موقع قاعدة بيانات كرة القدم.إي يو (الإنجليزية)
- أورلاندو أوربانو على موقع Soccerway.com (الإنجليزية)
- أورلاندو أوربانو على موقع عالم كرة القدم.نت (الإنجليزية)
- أورلاندو أوربانو على موقع GSA (الإنجليزية)